# Bezsenność w Seattle
Bezsenność w Seattle (ang. Sleepless in Seattle) – amerykańska komedia romantyczna z roku 1993 w reżyserii Nory Ephron. W filmie tym wystąpił sztandarowy duet komedii romantycznej lat 90., czyli Meg Ryan i Tom Hanks. Zdjęcia kręcono w Seattle, Baltimore, Chicago i Nowym Jorku.

## Obsada
- Tom Hanks – Sam Baldwin
- Meg Ryan – Annie Reed
- Bill Pullman – Walter
- Ross Malinger – Jonah Baldwin
- Rosie O’Donnell – Becky
- Gaby Hoffmann – Jessica
- Victor Garber – Greg
- Rita Wilson – Suzy
- Barbara Garrick – Victoria
- Carey Lowell – Maggie Abbott Baldwin
- David Hyde Pierce – Dennis Reed
- Dana Ivey – Claire Bennett
- Rob Reiner – Jay
- Tom Riis Farrell – Rob
- Le Clanché du Rand – Barbara Reed
- Kevin O'Morrison – Cliff Reed
- Valerie Wright – Betsy Reed
- Frances Conroy – Irene Reed
- Calvin Trillin – Wujek Milton
- Caroline Aaron – Dr Marcia Fieldstone

## Opis fabuły
Jadąc samochodem na wigilię do domu swego narzeczonego Waltera (Bill Pullman) dziennikarka Annie Reed (Meg Ryan) słucha radia. Trafia przypadkowo na audycję, która zmieni jej życie. Ośmioletni Jonah martwi się o swego niedawno owdowiałego ojca i telefonuje do rozgłośni radiowej z prośbą o pomoc. Zmuszony do zwierzeń tata chłopca, architekt Sam Baldwin (Tom Hanks), opowiada na antenie o swojej miłości do zmarłej żony i spędzonych z nią cudownych latach. Annie, jak i wiele innych słuchaczek, jest tak poruszona wyznaniami Sama, że postanawia go poznać. Jest tylko jeden problem – Sam mieszka w Seattle, zaś Annie w Baltimore. Annie więc wysyła list do Sama, tak jak wiele innych kobiet. Sam jest jednak niechętnie nastawiony do tego typu znajomości...